# Eleocharis difformis
Eleocharis difformis är en halvgräsart som beskrevs av Stanley Thatcher Blake. Eleocharis difformis ingår i släktet småsäv, och familjen halvgräs. Inga underarter finns listade i Catalogue of Life.